# Чемпионат мира по международным шашкам среди мужчин 1963 (матч)
Чемпионат мира по международным шашкам среди мужчин 1963 года должен был состояться с 16 ноября по 19 декабря в СССР в форме матча между чемпионом мира, советским гроссмейстером Исером Куперманом и победителем турнира претендентов 1962 года, гроссмейстером из Сенегала Баба Си. Арбитрами матча были назначены: Диеми (Президент Федерации шашек Сенегала) и А. Дунаевский (судья всесоюзной категории). Заместитель — Борис Герцензон.

## Предыстория матча
В 1961—1963 годах Баба Си не проиграл ни одной партии, занимая в турнирах исключительно первые места, и опережая всех ведущих шашистов мира, за исключением Купермана и Вячеслава Щёголева, с которыми он в эти годы после чемпионата мира 1960 года за доской не встречался. Эти успехи заставляли расценивать Баба Си в качестве грозного соперника советского чемпиона. По распространенной версии именно в связи с этим Спорткомитет СССР фактически сорвал приезд Баба Си в Москву. Гроссмейстеры Анатолий Гантварг и Михаил Корхов сообщают со слов Баба Си, что советская сторона «забыла» направить в адрес Баба Си приглашение, из-за чего он не смог получить въездную визу.
В конце 1963 года в советской печати появилось сообщение о том, что Баба Си обратился с просьбой о переносе матча на вторую половину января 1964 года, но в связи с тем, что Международная федерация шашек (ФМЖД) ещё не сообщила своего отношения к этой просьбе, не ясно, состоится ли матч. Советская федерация сообщила, что предлагаемые новые сроки проведения матча неудобны для Купермана.
В итоге матч не состоялся ни в 1963, ни в 1964 году, а звание чемпиона мира сохранил Исер Куперман.
28 июня 1964 года состоялся Пленум Генеральной Ассамблеи ФМЖД, на котором было принято решение сохранить за Баба Си право на матч и подключить его к матч-реваншу после турнира за звание чемпиона мира 1964 года. С этой целью было решено до октября 1965 года провести матч-турнир с участием нового чемпиона мира В. Щёголева, экс-чемпиона мира И. Купермана и претендента на это звание Баба Си. Но Баба Си пришлось отказаться от участия в матч-турнире трёх из-за финансовых проблем у сенегальской федерации шашек.
Уже после гибели Баба Си ФМЖД в 1986 году по просьбе самого Купермана вернулась к рассмотрению обстоятельств срыва матча 1963 года, возложив ответственность за срыв на советскую федерацию. В связи с этим Международная шашечная федерация провозгласила Баба Си чемпионом мира 1963 года, сохранив этот титул и за Куперманом. Таким образом, в официальном списке ФМЖД значатся два чемпиона мира за 1963 год. При этом Куперман стал считаться семикратным чемпионом мира.
Примечательно, что с 1960 по 1975 год Куперман и Баба Си сыграли между собой одиннадцать турнирных партий, две из которых выиграл Баба Си (в 1960 и 1970 годах), одну выиграл Куперман (в 1960 году), и восемь партий закончились вничью. Комментируя результат личных встреч между двумя шашистами, голландский гроссмейстер Тон Сейбрандс предостерегает от поспешных выводов по поводу гипотетических результатов несостоявшегося матча и недооценки огромной силы Купермана.

## Регламент
Матч должен был состоять из двадцати партий. Игры матча должны были проходить в городах: Москва, Киев, Харьков, Сочи, Одесса.

## Расписание игр
| число, время      | город   | событие        |
| ----------------- | ------- | -------------- |
| 16 ноября, 17.00  | Москва  | открытие матча |
| 17 ноября, 16.00  | Москва  | 1 тур          |
| 18 ноября,16.00   | Москва  | 2 тур          |
| 21 ноября, 17.00  | Киев    | 3 тур          |
| 22 ноября, 16.00  | Киев    | 4 тур          |
| 23 ноября, 17.00  | Киев    | 5 тур          |
| 26 ноября, 16.00  | Одесса  | 6 тур          |
| 27 ноября, 17.00  | Одесса  | 7 тур          |
| 28 ноября, 16.00  | Одесса  | 8 тур          |
| 30 ноября, 16.00  | Одесса  | 9 тур          |
| 1 декабря, 16.00  | Одесса  | 10 тур         |
| 5 декабря, 16.00  | Сочи    | 11 тур         |
| 6 декабря, 16.00  | Сочи    | 12 тур         |
| 7 декабря, 16.00  | Сочи    | 13 тур         |
| 9 декабря, 16.00  | Сочи    | 14 тур         |
| 10 декабря, 16.00 | Сочи    | 15 тур         |
| 13 декабря, 16.00 | Харьков | 16 тур         |
| 14 декабря, 16.00 | Харьков | 17 тур         |
| 15 декабря, 16.00 | Харьков | 18 тур         |
| 16 декабря, 16.00 | Москва  | 19 тур         |
| 17 декабря, 16.00 | Москва  | 20 тур         |
| 19 декабря, 17.00 | Москва  | закрытие матча |